# Pine Level (Caroline du Nord)
Pour les articles homonymes, voir Pine Level.
Pine Level est une ville américaine située dans le comté de Johnston dans l'État de Caroline du Nord. En 2010, sa population était de 1 700 habitants.

## Démographie
| 1880 | 1890 | 1900 | 1910 | 1920 | 1930 |
| ---- | ---- | ---- | ---- | ---- | ---- |
| 219  | 264  | 266  | 394  | 373  | 497  |

| 1940 | 1950 | 1960 | 1970 | 1980 | 1990  |
| ---- | ---- | ---- | ---- | ---- | ----- |
| 595  | 602  | 833  | 983  | 953  | 1 217 |

| 2000  | 2010  | - | - | - | - |
| ----- | ----- | - | - | - | - |
| 1 313 | 1 700 | - | - | - | - |

## Source de la traduction
- (en) Cet article est partiellement ou en totalité issu de l’article de Wikipédia en anglais intitulé « Pine Level, Johnston County, North Carolina » (voir la liste des auteurs).